# Sundsøre Kommune
Sundsøre Kommune i Viborg Amt blev dannet ved kommunalreformen i 1970. Ved strukturreformen i 2007 blev den indlemmet i Skive Kommune sammen med Sallingsund Kommune og Spøttrup Kommune. Sundsøre Kommune var opkaldt efter Sundsøre færgeleje, kommunens østligste punkt.

## Tidligere kommuner
Sundsøre Kommune blev dannet ved sammenlægning af 9 sognekommuner:
| Kommune              | Folketal 1. januar 1970 | Byer    |
| -------------------- | ----------------------- | ------- |
| Fur                  | 1.322                   | Nederby |
| Grinderslev-Grønning | 1.438                   | Breum   |
| Jebjerg-Lyby         | 1.648                   | Jebjerg |
| Junget-Torum         | 1.113                   |         |
| Selde-Åsted          | 1.473                   | Selde   |
| Thise                | 557                     |         |
| I alt                | 7.551                   |         |

## Sogne
Sundsøre Kommune bestod af følgende sogne:
- Fur Sogn (Harre Herred)
- Grinderslev Sogn (Nørre Herred)
- Grønning Sogn (Nørre Herred)
- Jebjerg Sogn (Nørre Herred)
- Junget Sogn (Nørre Herred)
- Lyby Sogn (Nørre Herred)
- Selde Sogn (Nørre Herred)
- Thise Sogn (Nørre Herred)
- Torum Sogn (Nørre Herred)
- Åsted Sogn (Harre Herred)

## Borgmestre[2]
| Periode   | Navn               | Parti             |
| --------- | ------------------ | ----------------- |
| 1970-1982 | Svend Sohn         | Radikale Venstre  |
| 1982-1986 | Vagn Villadsen     | Venstre           |
| 1986-1990 | Carsten Nørgaard   | Socialdemokratiet |
| 1990-2007 | Flemming Eskildsen | Venstre           |

Både Vagn Villadsen og Flemming Eskildsen kom fra Fur.

## Rådhus
Sundsøre Rådhus, som snarere blev kaldt administrationsbygning eller kommunekontor, blev tegnet af arkitekt Peer Hougaard Nielsen fra Skive, som sammen med sin kompagnon C.J. Nørgaard-Pedersen havde tegnet Odense Koncerthus og adskillige skoler, bl.a. Grådybskolen i Esbjerg og Peder Lykke Skolen på Amager. Da Skive Kommune ikke længere skulle bruge bygningen på Skolevej 5 i Breum, blev den omdannet til mindre boliger på de to adresser 5A og 5B, men hele komplekset er nu købt af én investor.